# Ожешкув (гміна Унеюв)
Ожешкув (пол. Orzeszków) — село в Польщі, у гміні Унеюв Поддембицького повіту Лодзинського воєводства.
Населення — 98 осіб (2011).
У 1975-1998 роках село належало до Конінського воєводства.

## Демографія
Демографічна структура станом на 31 березня 2011 року:
|          | Загалом | Допрацездатний вік | Працездатний вік | Постпрацездатний вік |
| -------- | ------- | ------------------ | ---------------- | -------------------- |
| Чоловіки | 51      | 12                 | 33               | 6                    |
| Жінки    | 47      | 9                  | 24               | 14                   |
| Разом    | 98      | 21                 | 57               | 20                   |